# Lissonotus unifasciatus
Lissonotus unifasciatus là một loài bọ cánh cứng trong họ Cerambycidae.